# Чарне (гмина Сенкова)
Чарне (пол. Czarne, русин. Чорне) — село в Польше, находится на территории гмины Сенкова Горлицкого повята Малопольского воеводства.

## География
Село располагается вблизи от польско-словацкой границы. Село находится в 17 км от Сенковы, в 23 км от Горлице и в 121 км от Кракова. В селе находится горный приют, через который проходит горный туристический маршрут Радоцына-Липна-Чарне-Радоцына.

## Население
До окончания Второй мировой войны в селе проживали лемки. После Второй мировой войны часть лемков перебралась на Украину в окрестности Львова, а другую часть во время операции «Висла» переселили в западную часть Польши.
В настоящее время в селе Чарне проживает один человек, который является работником горного приюта.

## Достопримечательности
- Старое кладбище лемков;
- Грекокатолическая часовня;
- Воинское кладбище времён Первой мировой войны.

## Источник
- Czarne, Słownik geograficzny Królestwa Polskiego i innych krajów słowiańskich, Tom I (Aa — Dereneczna) , 1880.